# Lijst van voetbalinterlands Myanmar - Palestina
Deze lijst van voetbalinterlands is een overzicht van alle officiële voetbalinterlands tussen de nationale teams van Myanmar en Palestina. De landen hebben tot nu toe drie keer tegen elkaar gespeeld. De eerste ontmoeting was een kwalificatiewedstrijd voor de AFC Challenge Cup 2012 op 25 maart 2011 in Yangon. Het laatste duel was een wedstrijd tijdens een vriendschappelijk toernooi in Manilla (Filipijnen) op 3 september 2014.

## Wedstrijden
| № | Plaats  | Datum            | Competitie                          | Wedstrijd           | Uitslag |
| - | ------- | ---------------- | ----------------------------------- | ------------------- | ------- |
| 1 | Yangon  | 25 maart 2011    | AFC Challenge Cup 2012 kwalificatie | Myanmar − Palestina | 1 − 3   |
| 2 | Malé    | 21 mei 2014      | AFC Challenge Cup 2014              | Myanmar − Palestina | 0 − 2   |
| 3 | Manilla | 3 september 2014 | Vriendschappelijk                   | Myanmar − Palestina | 4 − 1   |

## Samenvatting
| Competitie                     | Totaal gespeeld | Winst Myanmar | Gelijk | Winst Palestina | Doelsaldo Myanmar – Palestina |
| ------------------------------ | --------------- | ------------- | ------ | --------------- | ----------------------------- |
| AFC Challenge Cup              | 1               | 0             | 0      | 1               | 0 − 2                         |
| AFC Challenge Cup-kwalificatie | 1               | 0             | 0      | 1               | 1 − 3                         |
| Vriendschappelijk              | 1               | 1             | 0      | 0               | 4 − 1                         |
| Totaal                         | 3               | 1             | 0      | 2               | 5 − 6                         |

MFF · 
A-internationals · 
Myanmarees vrouwenelftal
1951 – 1959 · 
1960 – 1969 · 
1970 – 1979 · 
1980 – 1989 · 
1990 – 1999 · 
2000 – 2009 · 
2010 – 2019 ·
2020 − 2029
Bahrein ·
Bangladesh ·
Bolivia ·
Brunei ·
Burundi ·
Cambodja ·
China ·
DDR ·
Filipijnen ·
Guam ·
Hongkong ·
India ·
Indonesië ·
Irak ·
Iran ·
Israël ·
Japan ·
Kirgizië ·
Koeweit ·
Laos ·
Lesotho ·
Libanon ·
Libië ·
Luxemburg ·
Macau ·
Malediven ·
Maleisië ·
Marokko ·
Mongolië ·
Nepal ·
Nieuw-Zeeland ·
Noord-Korea ·
Oman ·
Oost-Timor ·
Pakistan ·
Palestina ·
Qatar ·
Singapore ·
Sri Lanka ·
Syrië ·
Tadzjikistan ·
Taiwan ·
Thailand ·
Turkmenistan ·
Verenigde Arabische Emiraten ·
Vietnam ·
Zuid-Korea ·
Zuid-Vietnam
PFF · 
Bondscoaches · 
A-internationals · 
Palestijns vrouwenelftal
1953 – 1959 ·
1960 – 1969 ·
1970 – 1979 ·
1980 – 1989 ·
1990 – 1999 ·
2000 – 2009 ·
2010 – 2019 ·
2020 − 2029
Afghanistan ·
Australië ·
Azerbeidzjan ·
Bahrein ·
Bangladesh ·
Bhutan ·
Burundi ·
Cambodja ·
Chili · 
China ·
Comoren ·
Egypte ·
Filipijnen ·
Griekenland ·
Guam ·
Hongkong ·
India ·
Indonesië ·
Irak ·
Iran ·
Japan ·
Jemen ·
Jordanië ·
Kazachstan ·
Kirgizië ·
Koeweit ·
Libanon ·
Libië ·
Malediven ·
Maleisië ·
Marokko ·
Mauritanië ·
Mongolië ·
Myanmar ·
Nepal ·
Noord-Korea ·
Oezbekistan ·
Oman ·
Oost-Timor ·
Pakistan ·
Qatar ·
Saoedi-Arabië ·
Seychellen ·
Singapore ·
Soedan ·
Sri Lanka ·
Syrië ·
Tadzjikistan ·
Taiwan ·
Tanzania ·
Thailand · 
Turkmenistan ·
Verenigde Arabische Emiraten ·
Vietnam ·
Zuid-Korea